# القشعه
القشعه پایتخت سابق شیخ‌نشین منحل‌شده العلوی در یمن جنوبی بود. این شهر کوچک در مرز یمن شمالی قرار داشت و در سال ۱۹۶۷ منحل شد.